# Cyperus microcristatus
Espèce
Statut de conservation UICN

CRB2ab(iii) : 
En danger critique
Cyperus microcristatus est une espèce de plantes de la famille des Cyperaceae et du genre Cyperus.